# Доллі (ураган, 2008)
Ураган Доллі (англ. Hurricane Dolly) — четвертий тропічний циклон, і другий по рахунку ураган сезону 2008 року в Атлантичному океані.
Циклон утворився 20 липня 2008 року з області тропічного обурення, пов'язаної з уже мала штормову швидкість вітру сильної тропічної хвилі. Після появи в хвилі поряд з конвекційними потоками центру поводження повітряних мас циклону відразу був призначений статус тропічного шторму і присвоєно наступне в сезоні атлантичних ураганів 2008 року власне ім'я Доллі.
21 липня 2008 року шторм Доллі обрушився на півострів Юкатан поблизу мексиканського міста Канкун, ставши причиною смерті однієї людини на самому півострові і сімнадцяти чоловік в сусідній Гватемалі. Далі шторм вийшов в теплі води акваторії Мексиканської затоки, посилився до урагану другої категорії за шкалою класифікації Саффіра-Сімпсона і 23 липня в статусі урагану першої категорії вдруге вторгся на сушу в районі бар'єрного острова Саут-Падре (штат Техас, США), стійка швидкість вітру в стихії при цьому досягла 140 км/год. Ураган Доллі залишив без електропостачання понад 212 тисяч об'єктів штату Техас і більше 125 тисяч об'єктів в мексиканському штаті Тамауліпас. У деяких районах відзначалися опади до 410 міліметрів. На всьому узбережжі Мексиканської затоки спостерігалися сильні хвилі, в районі Флоридського виступу потонув одна людина. У Техасі обійшлося без людських жертв, проте, збиток штату від проходження урагану Доллі склав 1,05 мільярдів доларів США. У штаті Нью-Мексико від удару стихії загинуло двоє людей.
Доллі стала першим ураганом сезону 2008 року, дійшли до континентального узбережжя Сполучених Штатів Америки.

## Метеорологічна історія
13 липня 2008 року в 2600 кілометрах на схід від Навітряних островів було зареєстровано велике атмосферний обурення, пов'язане з яка з боку Африки потужної тропічної хвилею. Незважаючи на сильну конвекцію і штормову швидкість вітру в тропічному обурення довгий час не могла сформуватися нижня межа центру циркуляції повітряних мас, внаслідок чого кластери хмар залишалися дезорганізованими ще тиждень з дня визначення хвилі. Вранці 20 липня розвідувальний літак авіапідрозділу Hurricane Hunters визначив в атмосферному обурення зароджується центр поводження потоків. Дані авіарозвідки дали фахівцям Національного центру прогнозування ураганів США всі підстави класифікувати систему, як тропічний циклон, а з огляду на зареєстровану швидкість вітру в циклоні в 63 км/год, атмосферного освітою був відразу присвоєно статус тропічного шторму, який отримав власне ім'я Доллі — наступне в списку сезону атлантичних ураганів 2008. До цього часу шторм знаходився в 435 кілометрах на схід від міста Четумаль і в 365 кілометрах на південний схід від острова Косумель. Вторгнення тропічного шторму Доллі прогнозувалося метеорологами на кінець доби 20 липня в район узбережжя мексиканського штату Кінтана-Роо. В той момент в штаті перебувало близько ста тисяч туристів, 45 тисяч з яких відпочивали на курортах міста Канкун. Національна метеорологічна служба Мексики випустила попередження з уточненими місцем приходу шторму в районі між містами Плая-дель-Кармен і Тулум. Шторм, однак, повів себе трохи інакше. Перед самим підходом до узбережжя Кінтана-Роо Доллі втратила власну організовану конвекцію, слідом розвалився центр обертання циклону, в результаті чого траєкторія руху стихії зазнала суттєвих змін. Тим не менш, через кілька годин циклон почав реорганізацію своєї структури, в процесі якої в північній його частині в зоні глибокої конвекції утворився новий центр поводження повітряних мас. Відбувалися структурні зміни по-суті стали основною причиною зміни вектора руху циклону, який після появи нового центру обертання переміщався паралельно узбережжю Мексики. Короткочасне стояння шторму над морськими водами і реорганізація конвекції привели до зменшення його інтенсивності і зміщення точки підходу на узбережжі в район півострова Юкатан. З переміщенням Доллі в акваторію Мексиканської затоки циклон виявився в сприятливих для подальшого збільшення інтенсивності метеорологічних умовах. Мале число зрушень вітру в атмосфері і відносно висока температура морської поверхні привели до того, що до полудня 22 липня циклон посилився до урагану першої категорії за шкалою класифікації Саффіра-Сімпсона. У цей момент Доллі перебувала в 265 кілометрах на схід-південний схід від міста Браунсвілл (Техас). Протягом наступної доби тропічний циклон безперервно нарощував міць. На 10 годину ранку 23 липня постійна швидкість вітру в центрі бурі досягла 160 км/год, що відповідає рівню урагану другої категорії по Саффіра-Сімпсона, сам циклон перебував в цей час в декількох годинах шляху на схід від прикордонного з Мексикою району Ріо-Гранде-Валі (Техас). Атмосферний тиск в урагані впало до мінімального значення в 722,31 міліметра ртутного стовпа. 23 липня в 18.00 за всесвітнім координованим часом (24 липня о 1 годині ночі за північноамериканським східним часом) Доллі в фазі урагану першої категорії вийшла в район острова Саут-Падре (Техас), постійна швидкість вітру при цьому становила 140 км/год. Потім ураган повернув вектор руху на західний-північно-західний, пройшов над лагуною Мадре і обрушився на континентальну частину Сполучених Штатів поблизу кордону між техаськими округами Кемерон і Уїлласі. Головний удар тропічної стихії припав на острів Саут-Падре, міста Порт-Ізабель, Лагуна-Віста, Лос-Фреснос, Бейвью, Браунсвілл, Сан-Беніто, Ріо-Ондо, Арройо-Сіті і, особливо, на місто Харлинген. Трохи менше постраждали міста Техасу Санта-Роза, Ла-Вілла, Едкоч, Ельза, Монте-Альто і Сан-Карлос, в яких випало від 250 до 510 міліметрів опадів. За повідомленням місцевої газети «Mid Valley Town-Crier» в районі аеропорту Уеслако пориви вітру досягали 125 км / ч. Пізно ввечері 23 липня пройшовши федеральну автомагістраль US 281 на захід від Сан-Мануеля і Лінна (Техас), ураган Доллі ослаб до рівня тропічного шторму, а потім і до тропічної депресії, рухаючись з невеликою швидкістю на територію Мексики. 25 липня депресія Доллі перетнула північну частину Мексики і вранці наступної доби знову вийшла на територію Сполучених Штатів в районі міст Сьюдад-Хуарес і Ель-Пасо. Залишки депресії продовжували переміщатися в напрямку штату Нью-Мексико і до вечора 27 липня виродилися в звичайну область низького тиску, перебуваючи в ста кілометрах на захід-північний захід від міста Далхарт (Техас).

## Підготовка
20 липня 2008 року уряд Мексики оголосило штормове попередження для півострова Юкатан від міста Сан-Франсиско-де-Кампече до державного кордону з Белізом. Кілька годин по тому влади Белізу також випустили попередження для території від столиці країни до гос.границ з Мексикою.
Вранці 20 липня Управління цивільної самооборони мексиканського штату Кінтана-Роо в Четумалі оголосило «синій рівень небезпеки» для всього штату в зв'язку з безпосередньою близькістю тропічного шторму. До обіду код попередження був підвищений до оранжевого, а до вечора — до червоного. На острові Косумель була закрита поромна переправа з материком.

## Наслідки
У фазі тропічного шторму Доллі викликала сильні дощі в Гватемалі, що стали причиною локальних паводків, які забрали 17 людських життів. Загинуло 12 членів однієї сім'ї з муніципалітету Ла-Юніон в департаменті Сакапа, 4 людини з родини з муніципалітету Сан-Педро-Солома в департаменті Уеуетенанго і ще одна людина потонула під час спроби форсувати річку, що розлилася Пуніла-Рівер в муніципалітеті Ла-Юніон. Ще до вступу на сушу Доллі пройшлася тропічними дощами по західній частині Куби, від яких більшою мірою постраждали міста Пінар-дель-Ріо, Гавана і муніципальні райони острова Хувентуд.
Влада мексиканського штату Кінтана-Роо повідомили про чотирьох зниклих безвісти рибалок, один з яких згодом був знайдений мертвим на березі в передмісті Пуерто-Прогресо (півострів Юкатан).
Це викликало 21 липня короткочасне підвищення на 2,16 доларів США цін на нафтові ф'ючерси в торгах Нью-Йоркської товарної біржі. За даними Бюро з управління видобутком енергоресурсів у відкритому морі (BOEMRE) в результаті підготовки до зустрічі урагану обсяги видобутку нафти в Мексиканській затоці знизилися на 4,66%, природного газу - на 5,13% від усього загального обсягу видобутку США і Мексики.  Перед вторгненням урагану Доллі президент США Джордж Буш оголосив 15 округів штату Техас зоною лиха федерального значення. Доллі стала найбільш руйнівним ураганом в долині Ріо-Гранде в останні 40 років. У 1967 році в цьому ж районі лютував ураган Бьюлі, що став найбільш смертоносним тропічним циклоном в регіоні, проте, що зробив менші руйнівні дії в порівнянні з ураганом Доллі сезону 2008 року. Циклон також виявився найсильнішою тропічної стихією в районі міста Браунсвілл з часу проходження в даній місцевості в 1980 році катастрофічного урагану п'ятої категорії Аллен. У всьому Техасі, проте, вдалося уникнути людських жертв; повідомлялося тільки про важкі травмованому хлопчика, що випав з балкона квартири сьомого поверху будинку, розташованого на острові Саут-Падре. 23 липня на тому ж острові впав дах житлового комплексу, при цьому постраждали внаслідок даного інциденту не виявилося. Ураган Доллі став причиною відключення електропостачання у понад, ніж 13 тисяч споживачів у техаському окрузі Кемерон і у більш, ніж 15 тисяч споживачів в іншому окрузі Техасу Ідальго. У момент вторгнення урагану на південну частину штату стійка швидкість вітру в стихії становила 140 км/год, а його пориви сягали 190 км/год. Жителі Браунсвілл повідомляли про безліч повалених дерев, які заподіяли майну незначні пошкодження, крім того, в окрузі Сан-Патрісіо були зареєстровані два торнадо, що виникли на північ від місця підходу урагану до морського узбережжя Техасу. До полудня 23 липня ураган залишив без електроенергії близько 36 тисяч будинків, число яких до третьої години дня збільшилася до 61 тисячі, через три години досягла 122 800, а в самий пік розгулу тропічної стихії досягло 155 тисяч. Ураган виривав з корінням дерева, в деяких місцях сталося обвалення дахів і перекриттів житлових будинків. Збиток від урагану в Південному Техас виявився значно серйозніше, ніж прогнозувалося фахівцями. Десятки будинків і офісних будівель були пошкоджені або повністю знищені, більшість водних суден були викинуті штормовий хвилею на берег, причому деякі з них винесло прямо в житлові будинки.
Збиток, нанесений ураганом Доллі застрахованого майна в штаті Техас, був оцінений приблизно в 525 мільйонів доларів США в цінах 2008 року. Загальний же збиток від проходження урагану в штаті склав близько 1,05 млрд доларів в цінах 2008 року виходячи з розрахунку «два-к-одному» (співвідношення шкоди всього майна до збитку майна застрахованого), при цьому найбільші економічні втрати були зафіксовані в галузі сільського господарства в зв'язку з практично повним знищенням врожаю бавовняних плантацій в Ріо-Гранде. До початку доби 24 липня ураган перейшов в стадію тропічного шторму і породив в районі міста Пот торнадо, що не заподіяла, однак, будь-якого серйозного збитку. Близько полудня того ж дня на південній околиці міста Сан-Антоніо поблизу перетину автомагістралей IS-10 і IS-37 з'явився ще один торнадо, який мав силу EF0 за шкалою класифікації Фудзита, який став причиною руйнування декількох комерційних будівель і інших численних пошкоджень об'єктів інфраструктури. В околицях Сан-Антоніо тропічний шторм залишив без електропостачання близько півтори тисячі споживачів.
26 липня область низького тиску із залишків тропічного циклону стала причиною повені в місті Ель-Пасо (Техас). Погані метеоумови стали причиною смерті ще однієї людини в штаті Нью-Мексико. До ранку 26 липня в місті Ріо-Руідозо в районі гірського хребта Сакраменто (Нью-Мексико) випало близько 150 міліметрів опадів, що призвели до локальних паводків і евакуації більше сотні місцевих жителів, туристів і відпочиваючих з несприятливих районів, а також до невеликих руйнувань на місцевому іподромі. Через повені в Ріо-Руідозо загинула одна людина, близько дев'ятистам жителям потрібна була термінова евакуація, було пошкоджено понад 500 об'єктів інфраструктури. Збиток від тропічного циклону в місті склав за різними оцінками від 15 до 20 мільйонів доларів США. При проходженні урагану Доллі не обійшлося і без супутніх явищ, залишається за собою чималий негативний слід. Штормові хвилі і хвилі зворотного течії на узбережжі Мексиканської затоки стали причиною смерті однієї людини, ще дев'ять осіб вдалося врятувати в околицях міста Панама-Сіті-Біч (штат Флорида). Циклон в стадії тропічної депресії, а потім і у вигляді області низького тиску, пройшовся зливами по територіях Середнього Заходу США, включаючи урбанізований район Чикаго, штати Іллінойс, Індіану, Теннессі і південні округу штату Міссурі.

### Мексика
У мексиканському місті Матаморос (штат Тамауліпас) внаслідок удару струмом від впала лінії електропередач загинула одна людина. В результаті другого заходу циклону на територію Мексики тропічний шторм залишив без електропостачання 19 населених пунктів і в цілому 125 тисяч чоловік залишилося без електрики. Ще 111 населених пунктів країни були підтоплені виникли паводками, 50 з яких постраждали від серйозного повені. У Матаморосі ударом тропічної стихії вивернуло з корінням масу дерев і позбивавши світлофори на вулицях міста. У Ріо-Гранде військові підрозділи проводили термінову евакуацію сімей із заблокованих житлових будинків. Уже в фазі звичайної області низького тиску Доллі пройшлася зливовими дощами по місту Сьюдад-Хуарес (штат Чіуауа), викликавши численні зсуви, паводки, зруйнувавши історичну церкву і привівши до термінової евакуації жителів великого числа населених пунктів штату. Сумарний збиток Мексики від проходження тропічного циклону Доллі був оцінений в 300 мільйонів доларів США.

## Факти
Ураган Доллі став третім після тропічного шторму 1916 і урагану Денніс 2005 року найбільш потужним ураганом, що лютувала на території Сполучених Штатів Америки протягом липня місяця, а також другим після Урагану Денніс тропічним циклоном за ступенем завданої шкоди серед всіх липневих ураганів.
Збиток штату Техас від урагану Доллі склав 1,6 млрд доларів США, що вивело цей циклон на четверте місце серед всіх тропічних стихій в Техасі за обсягом заподіяного збитку; перші три місця зайняли урагани Алісія, Ріта і минулий трохи пізніше в сезоні 2008 року катастрофічний ураган Айк.
У 2008 році ім'я Доллі було використано для назви тропічних циклонів басейну Атлантичного океану в сьомий раз, з них п'ять штормів з цим ім'ям досягли стадії тропічного урагану за шкалою класифікації Саффіра-Сімпсона. Незважаючи на значні руйнування від урагану в 2008 році, власне ім'я Доллі не було закріплено за ним довічно і буде використано в наступний раз в сезоні атлантичних ураганів 2014 року.